# The Cost of Knowledge
The Cost of Knowledge ist eine 2012 von dem Mathematiker William Timothy Gowers initiierte Boykott-Initiative gegen den Wissenschaftsverlag Elsevier. Gowers rief alle Wissenschaftler dazu auf, die Journale der Elsevier-Gruppe zu boykottieren.

## Geschichte
Seit geraumer Zeit störte es Wissenschaftler, dass die Elsevier-Journale zu besonders hohen Preisen vertrieben werden.
Wichtigster Kritikpunkt ist, dass zwar die Forschung, die Arbeit der Herausgeber und Gutachter, sowie letztlich die Anschaffung der Zeitschriften im Wesentlichen aus öffentlichen Mitteln finanziert wird, jedoch die Publikationen nicht für alle frei zugänglich sind.
Das Fass zum Überlaufen brachte schließlich die neueste Geschäftspraxis des Verlages, nach der Bibliotheken Zeitschriften nur noch in „Bündeln“ abonnieren können. Bibliotheken müssen damit Elsevier-Frontmagazine wie etwa die Cell-Journals im Paket mit etlichen ungewollten Ladenhütern bestellen.

## Boykott
Anfang des Jahres 2012 startete der Wissenschaftler Gowers eine eigene Website unter dem Titel The Cost of Knowledge. Auf dieser Plattform kritisiert er vor allem Elseviers Praxis, wissenschaftliche Journale nur als Gesamtbündel zu verkaufen. Die Hauptabnehmer der Journale, Bibliotheken, werden durch diese Bündelung von Journalen gezwungen, neben den gewünschten Journalen auch solche zu beziehen, die für sie nicht von Interesse sind. Ein weiterer wesentlicher Kritikpunkt war, dass der Verlag die US-Gesetzgebung unterstützt. Der Research Works Act (RWA) verbiete beispielsweise öffentlichen US-Forschungseinrichtungen, ihre Ergebnisse frei zu veröffentlichen. Elsevier sei nicht der einzige Verlag, der sich „schuldig“ mache, so Gowers. Das Verlagshaus sei aber der worst offender, also derjenige Verlag, der die schädlichen Praktiken am aggressivsten anwende.
Grundlage der Initiative sind im Wesentlichen drei Vorwürfe an Elsevier:
1. Elsevier verlangt überhöhte Subskriptionspreise für seine Fachzeitschriften.
2. Um die für sie notwendigen Zeitschriften zu erhalten, müssen die Forschungsstätten Pakete von Zeitschriften beziehen, die auch solche enthalten, die originär nicht von Interesse sind.
3. Elsevier betreibt ein massives Lobbying, um den freien Zugang zu wissenschaftlichen Publikationen (Open Access) zu verhindern.

## Resonanz und Reaktionen
Aufgrund der Initiative haben sich mittlerweile mehr als 16.000 Wissenschaftler verschiedener Disziplinen selbstverpflichtet, weder in Fachzeitschriften von Elsevier zu publizieren, noch als Herausgeber oder Gutachter zu arbeiten. Die Selbstverpflichtung unterschreiben Wissenschaftler aus unterschiedlichen Disziplinen und nehmen damit in der wissenschaftlichen Community auch eine gewisse Einschränkung für ihre Reputation hin, welche sich nach dem Mainstream-Wissenschaftsverständnis nach der Anzahl der Fachartikel in „führenden Wissenschaftsjournalen“ ergibt.
Neben Tim Gowers unterzeichneten mittlerweile die in Fachkreisen renommierten Mathematiker Ingrid Daubechies, Marie Farge, Juan J. Manfredi, Terence Tao, Wendelin Werner, Scott Aaronson, László Lovász und John Baez den Aufruf.
Der Österreichische FWF – Fonds zur Förderung der wissenschaftlichen Forschung hält das Anliegen der Initiative grundsätzlich für berechtigt, ergänzte aber vier Punkte:
1. Verlage, auch die kommerziellen, leisten einen wichtigen Dienst für die Qualitätssicherung in der Forschung, der auch adäquat bezahlt werden muss. Entscheidend ist allerdings, dass einerseits eine ausreichende Diversität und damit Wettbewerb von Verlagen gesichert bleibt und andererseits wissenschaftliche Erkenntnisse als „öffentliches Gut“ für alle frei zugänglich gemacht werden.
2. Die kritisierten Verkaufspraktiken beträfen nicht nur Elsevier, sondern eine Reihe von kommerziellen Verlagen und Fachgesellschaften.
3. Kritik an den Verlagen allein wird nicht ausreichen. Daher unterstützte der FWF seit Jahren eine Umstellung des Finanzierungsmodells: vom Subskriptionssystem von Fachzeitschriften hin zu Open-Access-Zeitschriften, die unter anderem durch Autor, Forschungsinstitutionen, Fachgesellschaften oder Fördergeber finanziert werden.
4. Letztlich läge es auch in der Hand der Wissenschaftler, als Autoren, Editoren und Gutachter das Publikationsmodell zu ändern. Ideen und Vorbilder für erfolgreiche Open-Access-Modelle gäbe es bereits.

Im Mai 2012 verkündete die mathematische Fakultät der TU München, ab 2013 keine Zeitschriften des Verlages Elsevier mehr zu beziehen.